# Ţūfāl
Ţūfāl (persiska: طوفال) är en ort i Iran.   Den ligger i provinsen Khorasan, i den nordöstra delen av landet, 700 km öster om huvudstaden Teheran. Ţūfāl ligger 1 228 meter över havet och antalet invånare är 124.
Terrängen runt Ţūfāl är lite kuperad. Runt Ţūfāl är det ganska glesbefolkat, med 42 invånare per kvadratkilometer. Närmaste större samhälle är Farhādgerd, 19,6 km söder om Ţūfāl. Omgivningarna runt Ţūfāl är i huvudsak ett öppet busklandskap.